# گرانیتسا (استان کیوستندیل)
گرانیتسا (به بلغاری: Granitsa) یک منطقهٔ مسکونی در بلغارستان است که در استان کیوستندیل واقع شده‌است.
 گرانیتسا  ۵۶۷ نفر جمعیت دارد و ۵۸۴ متر بالاتر از سطح دریا واقع شده‌است.